# Pałac Czartoryskich w Puławach

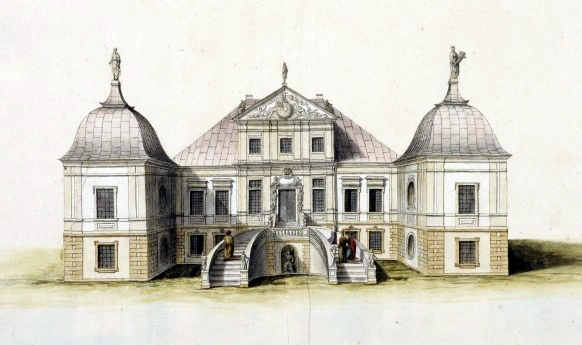
Pałac około 1735 r. po odbudowie według projektu Johanna Deybla

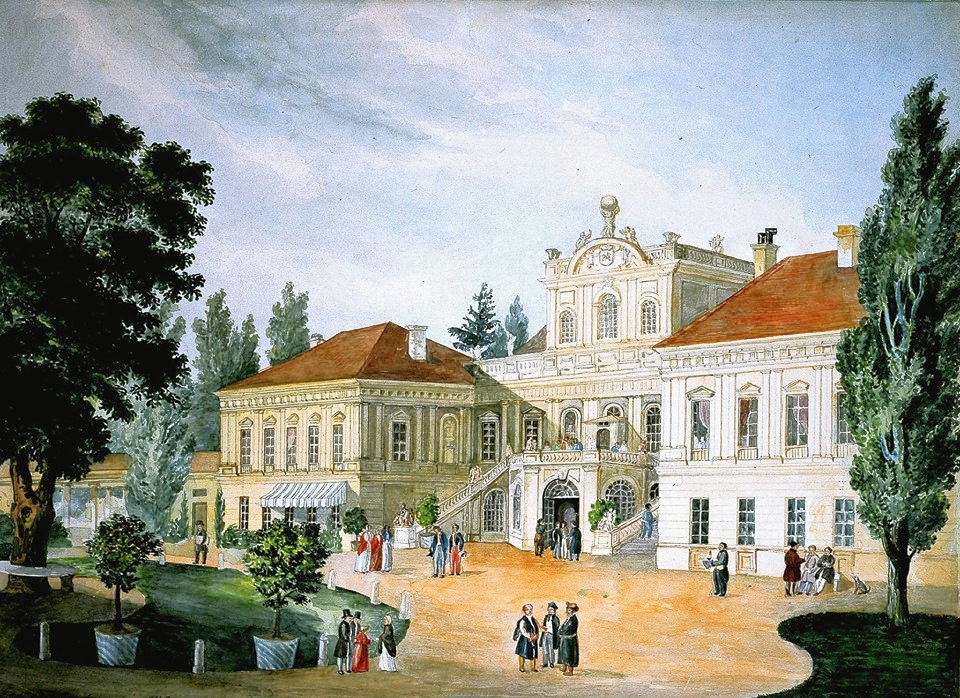
Pałac w 1842 r., akwarela Konstantego Czartoryskiego

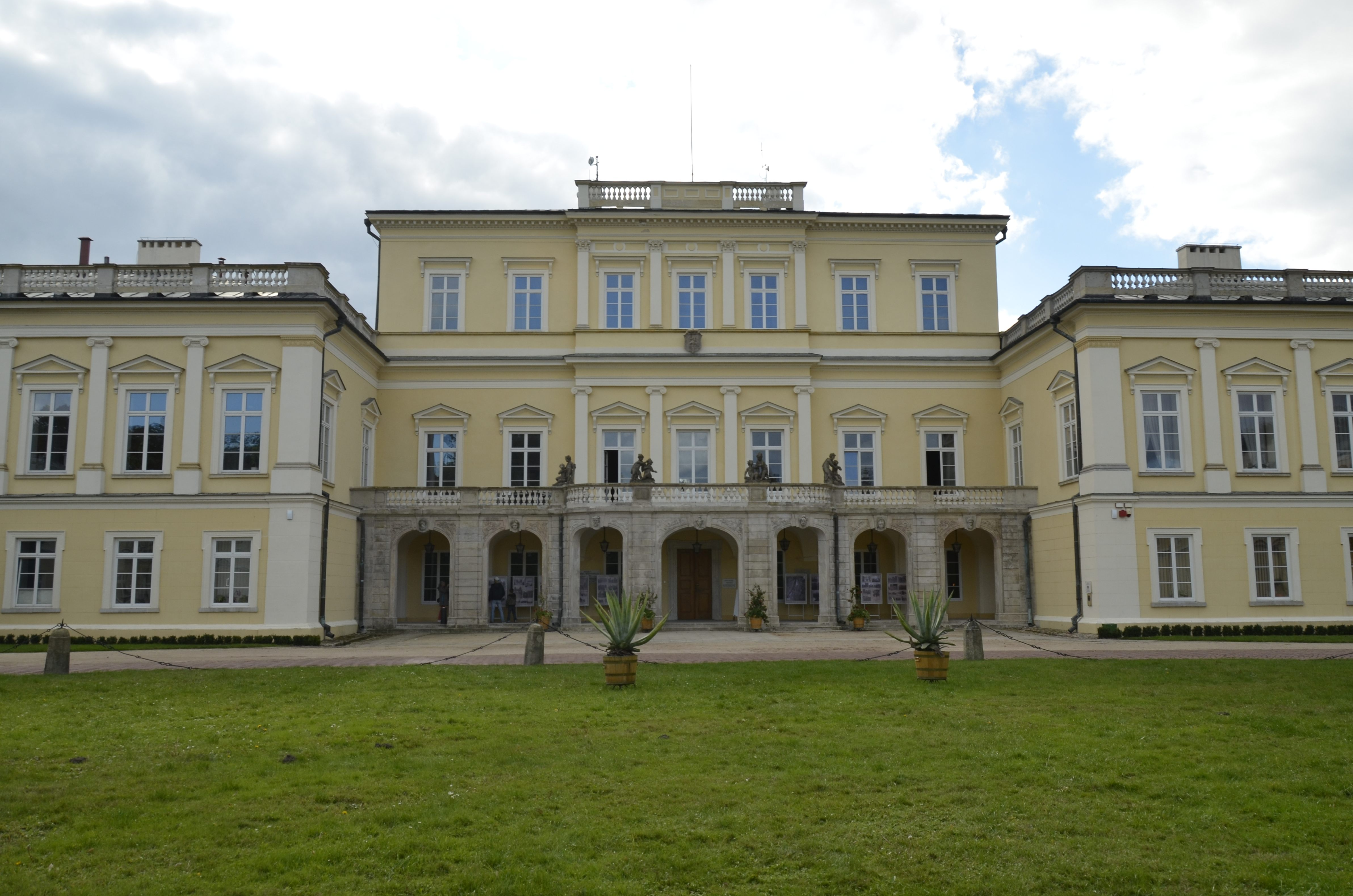
Pałac po przebudowie klasycystycznej

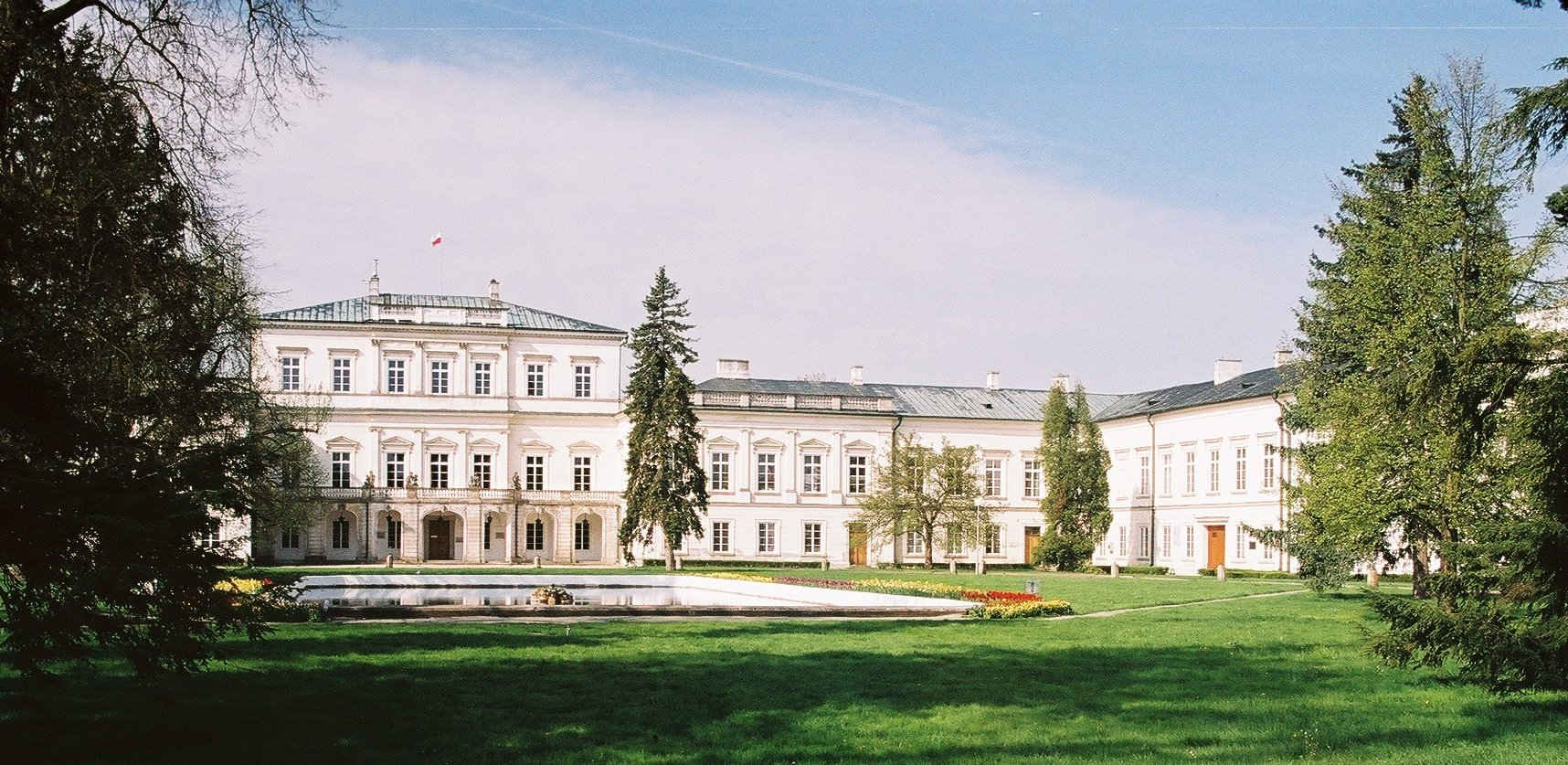
Pałac Czartoryskich w Puławach, widok współczesny

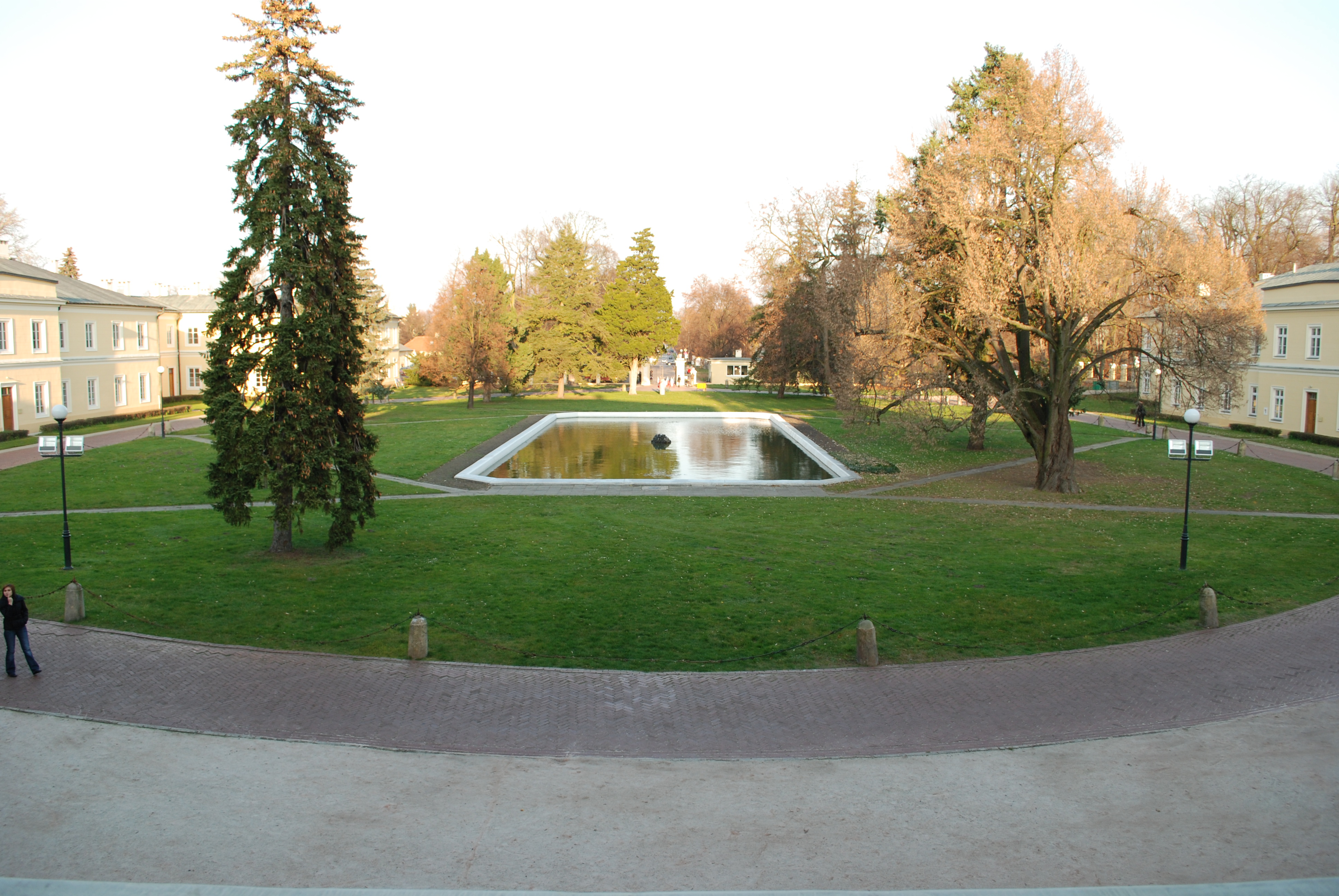
Widok z pałacu na dziedziniec

Pałac Czartoryskich w Puławach – pałac w Puławach, którego początki sięgają II połowy XVII wieku i związane są z dziejami rodów magnackich: Lubomirskich, Sieniawskich i przede wszystkim Czartoryskich.

## Początki (XVII wiek)
Pierwszy barokowy pałac o charakterze pół obronnym wzniósł w Puławach w latach 1671–1679 marszałek wielki koronny Stanisław Herakliusz Lubomirski. Pałac zaprojektował holenderski architekt Tylman z Gameren. Budowla miała kształt prostokąta z czterema alkierzami w narożach, przygotowana była do pełnienia funkcji obronnych. Z tej fazy obiektu zachowała się, w stanie zbliżonym do pierwotnego, siedemnastowieczna barokowa sień wejściowa z zachowanymi oryginalną kolumnadą oraz formą i wystrojem sklepienia. Powstał wówczas także pierwszy ogród, o którym wiadomo, że poniżej skarpy znajdowały się alejki i regularne partery dywanowe. W 1706, kiedy Puławy stały się własnością rodu Sieniawskich, wojska szwedzkie podczas wojny północnej zniszczyły pałac i jego otoczenie.

## Odbudowa i rozbudowa (I połowa XVIII wieku)
Odbudowę pałacu rozpoczęła w 1722 Elżbieta Helena Sieniawska. Wkrótce po tym, gdy Zofia Sieniawska wyszła za Augusta Czartoryskiego, na resztkach spalonego pałacu w latach 1731–1736 powstał nowy pałac w stylu rokokowym. Autorem projektu był Jan Zygmunt Deybel, zaś budowniczym – Franciszek Mayer. Projekt Deybla utrwalał wcześniejsze założenia przestrzenne. Do pałacu wiodła aleja obsadzona czterema rzędami drzew (nazwana później aleją Królewską). Krzyżowała się ona przed wjazdem do pałacu z obsadzoną drzewami węższą aleją (współczesna ul. Czartoryskich), łączącą gościniec lubelski z krętym wąwozem, tzw. Głęboką Drogą. Przed pałacem były (i są) dwa dziedzińce. Dziedziniec przedni obsadzony drzewami od strony wjazdu ograniczały fosa i dwie kordegardy (istniejące do dziś). Po jego prawej stronie aż do gościńca lubelskiego (ul. Piłsudskiego) ciągnęły się zabudowania gospodarcze. Z dziedzińca przedniego przez barokową arkadową bramę wjeżdżało się na dziedziniec honorowy, z sadzawką na środku. Jednopiętrowe oficyny, usytuowane prostopadle do pałacu na wysokości sadzawki, zamykały dziedziniec z dwóch stron. Sam pałac zachował dawny tylmanowski zrąb – jednopiętrowy korpus główny z czterema alkierzami w narożach. Korpus główny miał nadbudowane węższe, trzyokienne drugie piętro. Aby uzyskać dodatkowe pomieszczenia, wydłużono alkierze równolegle do osi głównej pałacu i zlikwidowano taras na poziomie I piętra, znaczną jego część łącząc z alkierzami. Z reszty tarasu powstał balkon od strony Wisły. Z dziedzińca na reprezentacyjne I piętro wiodły dwubiegowe schody zewnętrzne przylegające do alkierzy, a w górnym odcinku do korpusu głównego. Balustrada schodów, attyka nad płaskim dachem II piętra i attyka obrzeżająca dachy nad pierwszym piętrem były zdobione rzeźbami, w większości wykonanymi przez Hoffmanów. Wewnętrzne i zewnętrzne ściany pałacu otrzymały bogatą sztukaterię i zdobnictwo typowe dla stylu rokoko. Równocześnie przy pałacu powstał ogród w stylu francuskim. W Ogrodzie Dolnym postawiono Altanę. Tarasy na skarpie ujęto na krańcach schodami serpentynowymi. Na poziomie pałacu za lewą oficyną powstały partery dywanowe i boskiety, za którymi znajdowała się „Dzika Promenada”. Całość okalał mur i tylko miejscami zastępowało go inne ogrodzenie. Z tego okresu przetrwały do dziś dekoracja II piętra na bocznych ryzalitach od strony Łachy i trzy środkowe arkady przy wejściu głównym z charakterystycznymi rzeźbami w zwornikach. Zachowane zostały oficyny (w skrzydłach bocznych środkowa część wysunięta w stronę dziedzińca) – prawostronna odgrywała rolę oficyny gospodarczej (dawniej stała oddzielnie, dziś połączona jest z pałacem), która w XVIII i na początku XIX wieku mieściła pałacową kuchnię, piekarnie itp. Z kolei po przeciwnej stronie, w tym samym miejscu lewego skrzydła, znajdowała się oficyna gościnna.

## Czasy świetności (przełom XVIII i XIX wieku)
Szczyt rozwoju i funkcjonowania w Puławach ośrodka kultury oświeceniowej przypada na przełom XVIII i XIX wieku, za sprawą wielostronnej działalności Izabeli i Adama Kazimierza Czartoryskich. Zgromadzili oni na puławskim dworze liczne grono znakomitych malarzy (Jan Piotr Norblin, Zygmunt Vogel, Kazimierz Wojniakowski, Józef Richter), pisarzy (Franciszek Dionizy Kniaźnin, Jan Paweł Woronicz, Julian Ursyn Niemcewicz), architektów (Piotr Aigner, Joachim Hempel), muzyków (Wincenty i Franciszek Lesslowie). Okres świetności pałacu rozpoczął się w 1785, kiedy książę Adam Kazimierz Czartoryski i jego żona Izabella z Flemingów przenieśli się na stałe do Puław. Rozpoczęto wówczas restaurację i rozbudowę pałacu pod kierunkiem Joachima Hempla. W 1794 Puławy zostały zdewastowane przez Armię Imperium Rosyjskiego. Do przebudowy pałacu i przekształcenia parku przystąpiono w 1796. Głównym projektantem budowli puławskich był wówczas Christian Piotr Aigner. Aigner niewiele zmienił korpus główny pałacu. Rozbudował jedynie alkierze od strony dziedzińca poszerzając je do pięciu okien i przebudował wnętrza. Połączył również pałac z lewą oficyną, budując neogotycką parterową oranżerię z portykiem czterokolumnowym i lwami od strony parku. Pałac otrzymał wystrój klasycystyczny.
Park o powierzchni około 30 ha przebudowano według pomysłu księżnej Izabelli, nadając mu charakter romantycznego parku krajobrazowego w stylu angielskim. Współtwórcą parku jest Anglik James Savage. Starano się wykorzystać naturalne walory otoczenia, np. groty w zboczu skarpy wiślanej i stary drzewostan. W parku, w którym zachowano układ niektórych alejek, powstało wiele budowli: Domek Grecki, Pałac Marynki, Świątynia Sybilli, Dom Gotycki, Domek Żółty, altany, źródełka, mostki. Przy gościńcu lubelskim na wzniesieniu postawiono kaplicę w kształcie rotundy, do której prowadziła z pałacu aleja obsadzona czterema rzędami drzew. Posadzono wiele drzew i krzewów w postaci klombów, między którymi prowadziły ścieżki i rozciągały się trawniki. Wśród zieleni umieszczono rzeźby i różne sentencje wyryte na postumentach, kamieniach i tablicach. Krajobrazowy charakter starano się nadać także bliższej i dalszej okolicy, np. na Kępie powstały tzw. holendernia (ferma krów rasowych mająca głównie charakter dekoracji) i wzorcowa wioseczka z domkiem księżnej Izabelli. W 1801 otwarła swoje podwoje Świątynia Sybilli, pierwsze w Polsce muzeum narodowe, w murach pałacowych gromadzony jest bogaty księgozbiór, finansowane są też prace naukowe (lingwistyczne, literackie, historyczne), w które zaangażowane zostało liczne grono naukowców. Na dworze puławskim kształcona była także młodzież arystokratyczna i ziemiańska. Dzięki tym działaniom w XIX wieku Puławy określane były mianem „Polskich Aten”.
Późniejsi architekci zaznaczyli zasięg pałacu balustradowymi attykami nad pięcioma oknami I piętra i trzema środkowymi II piętra.

## Upadek (1831–1842)
Wiek Czartoryskich w Puławach skończył się w 1831. Książę Adam Jerzy Czartoryski, właściciel Puław od 1812, za udział w powstaniu listopadowym został przez cara zaocznie skazany na ścięcie toporem, a wszystkie jego majątki w zaborze rosyjskim uległy konfiskacie. Część wyposażenia pałacu i jego otoczenia wywieziono do Rosji, część sprzedano na licytacji, np. meissonierowską boazerię z sali złotej. Udało się ocalić zbiory ze Świątyni Sybilli i Domu Gotyckiego oraz bibliotekę (około 60 tysięcy tomów), które etapami wywieziono do Paryża (wróciły one potem do Krakowa, gdzie na ich bazie w 1876 utworzono Muzeum Czartoryskich). Zofia z Czartoryskich Zamoyska zabrała część rzeźb (m.in. „Tankreda i Kloryndę”, sarkofag, lwy, obelisk poświęcony księciu Józefowi Poniatowskiemu) do Podzamcza koło Maciejowic, skąd powróciły do Puław w 1947. Wiele elementów drobnej architektury parkowej zniknęło po 1840.

## Czas instytucji publicznych (od 1842 do współczesności)
W 1842 w pałacu został umieszczony Instytut Wychowania Panien, zwany Aleksandryjskim, dla którego potrzeb została dokonana przebudowa pałacu przez Józefa Góreckiego w latach 1840–1843. Górecki nadał pałacowi charakter neoklasycystyczny. Do ciekawszych rozwiązań tego architekta należy sala kolumnowa w bibliotece, kwadratowa, z 12 kolumnami toskańskimi usytuowanymi koliście na środku. Nad nią, w prawym narożu I piętra usytuowana została sala balowa w stylu Ludwika Filipa. Zniknęły też wówczas reprezentacyjne schody zewnętrzne od strony dziedzińca. Powstała wewnętrzna klatka schodowa prowadząca na II piętro, poszerzone w tym celu o dwa okna. Korpus główny stał się wówczas na całej szerokości dwupiętrowy. Oficyny połączono z rozbudowanymi przez Aignera alkierzami, dobudowując jednopiętrowe skrzydła załamane pod kątem prostym. Powstał gmach w kształcie wydłużonej podkowy, z prawym skrzydłem obejmującym cały dziedziniec honorowy. Przebudowa Góreckiego nadała pałacowi ogólny wygląd, który przetrwał do dziś.
W 1858 pożar strawił środkową część pałacu. Odbudował ją Julian Ankiewicz. W miejscu sali złotej stworzył salę gotycką jako kaplicę katolicką, której budowa zmieniła pałac od strony Łachy. Dał również nowy wystrój sztukateryjny sali kamiennej (istniejącej od czasów Czartoryskich), a na drugim piętrze wybudował kaplicę prawosławną (dziś sala rycerska). Zaprojektował również, w miejsce spalonej, klatkę schodową z lanego żeliwa, która była sensacją techniczną w II połowie XIX wieku. Od tego czasu wygląd zewnętrzny pałacu nie zmienił się. Zachowało się także dawne rozplanowanie parku.

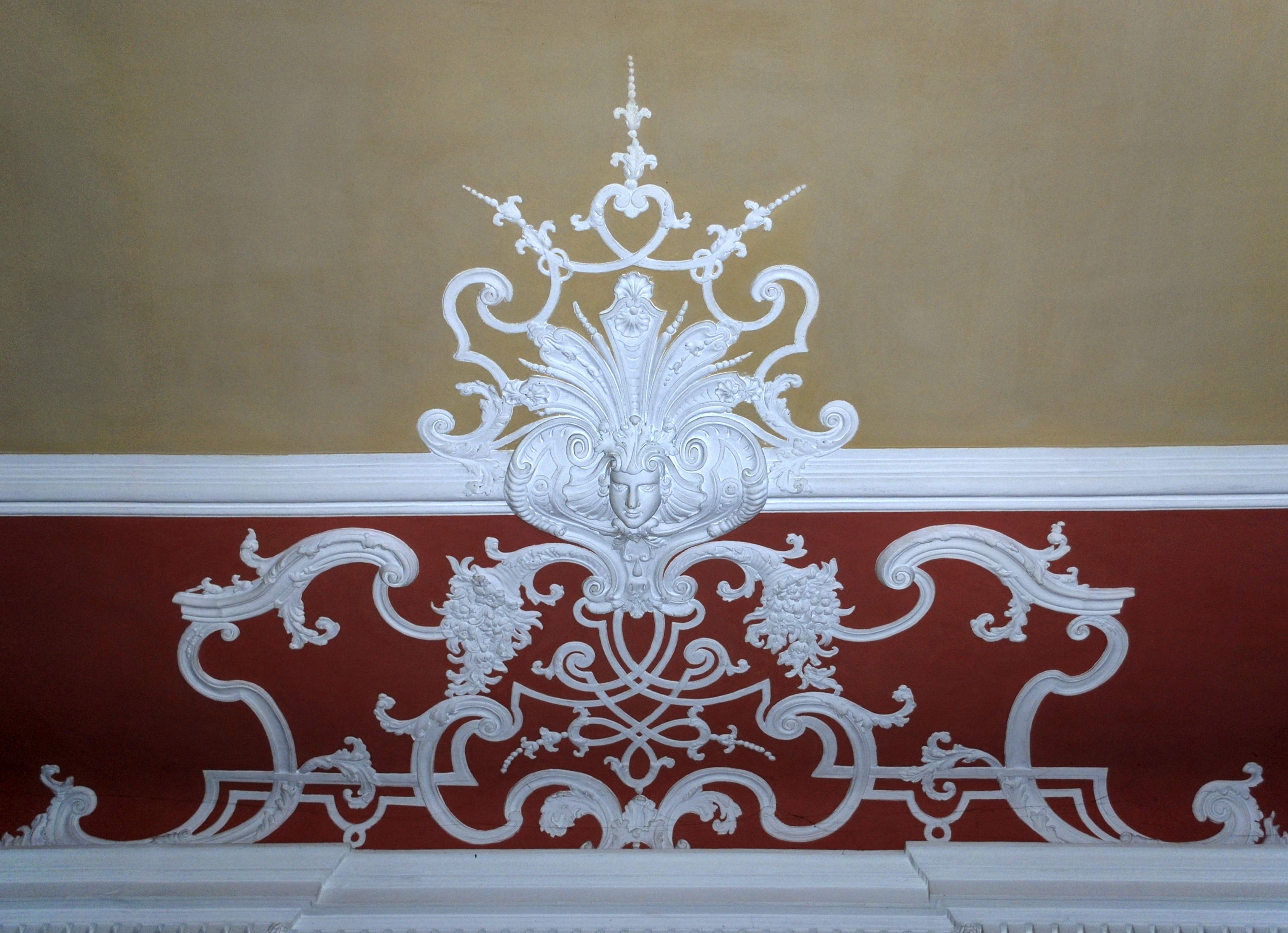
Sztukateria autorstwa Ankiewicza w Sali Kamiennej pałacu
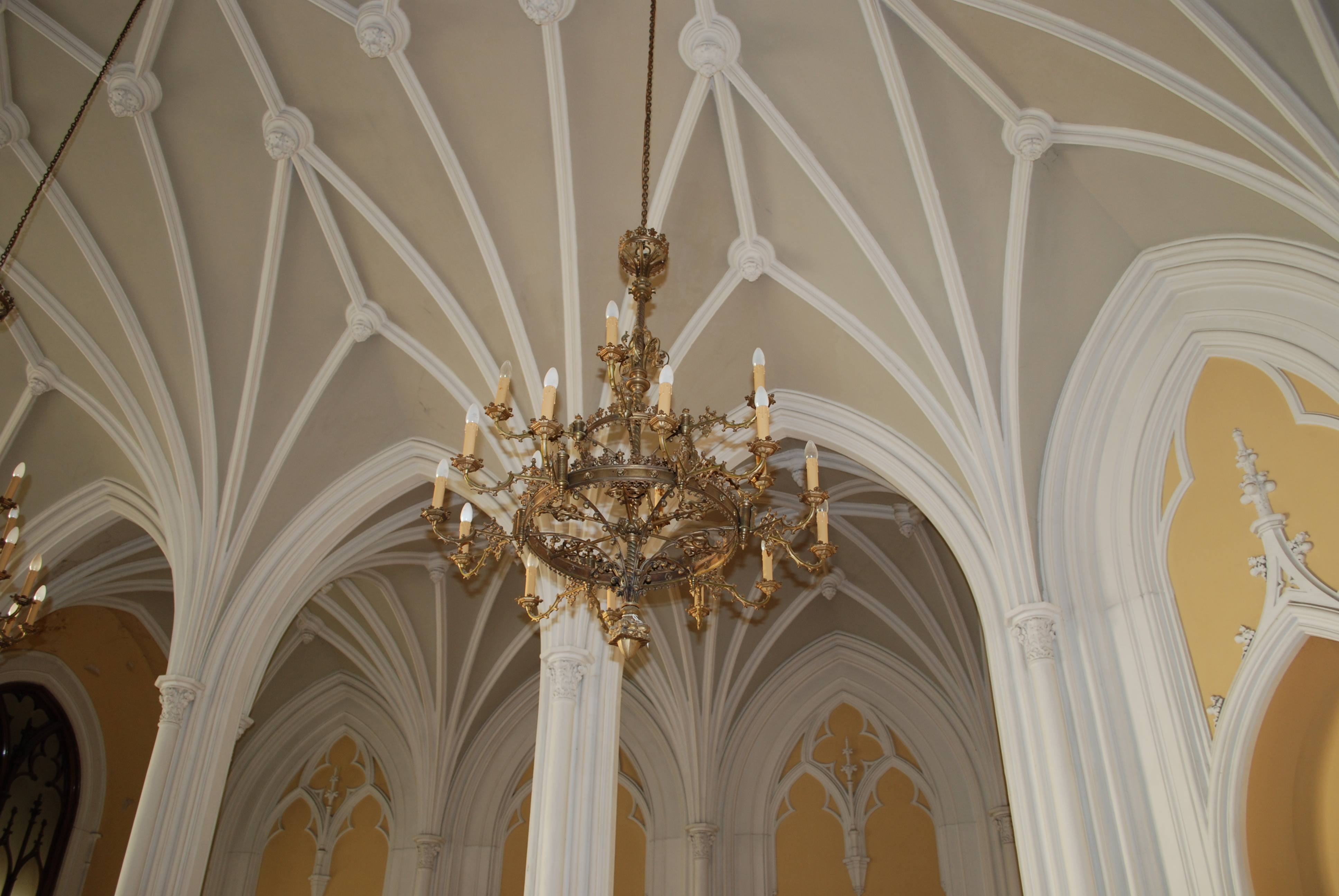
Sala Gotycka: sufit z ozdobnym żyrandolem ...
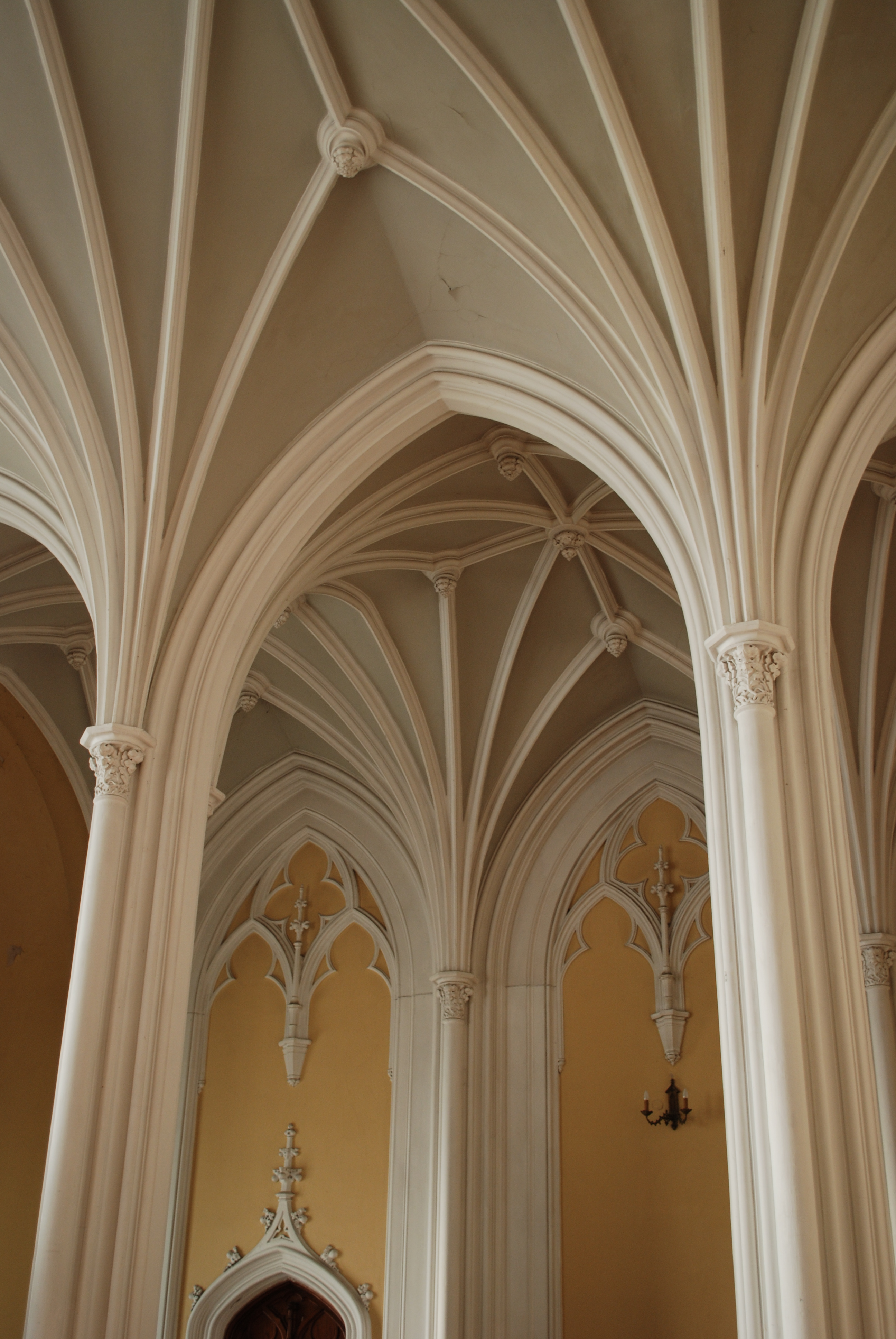
Sklepienie
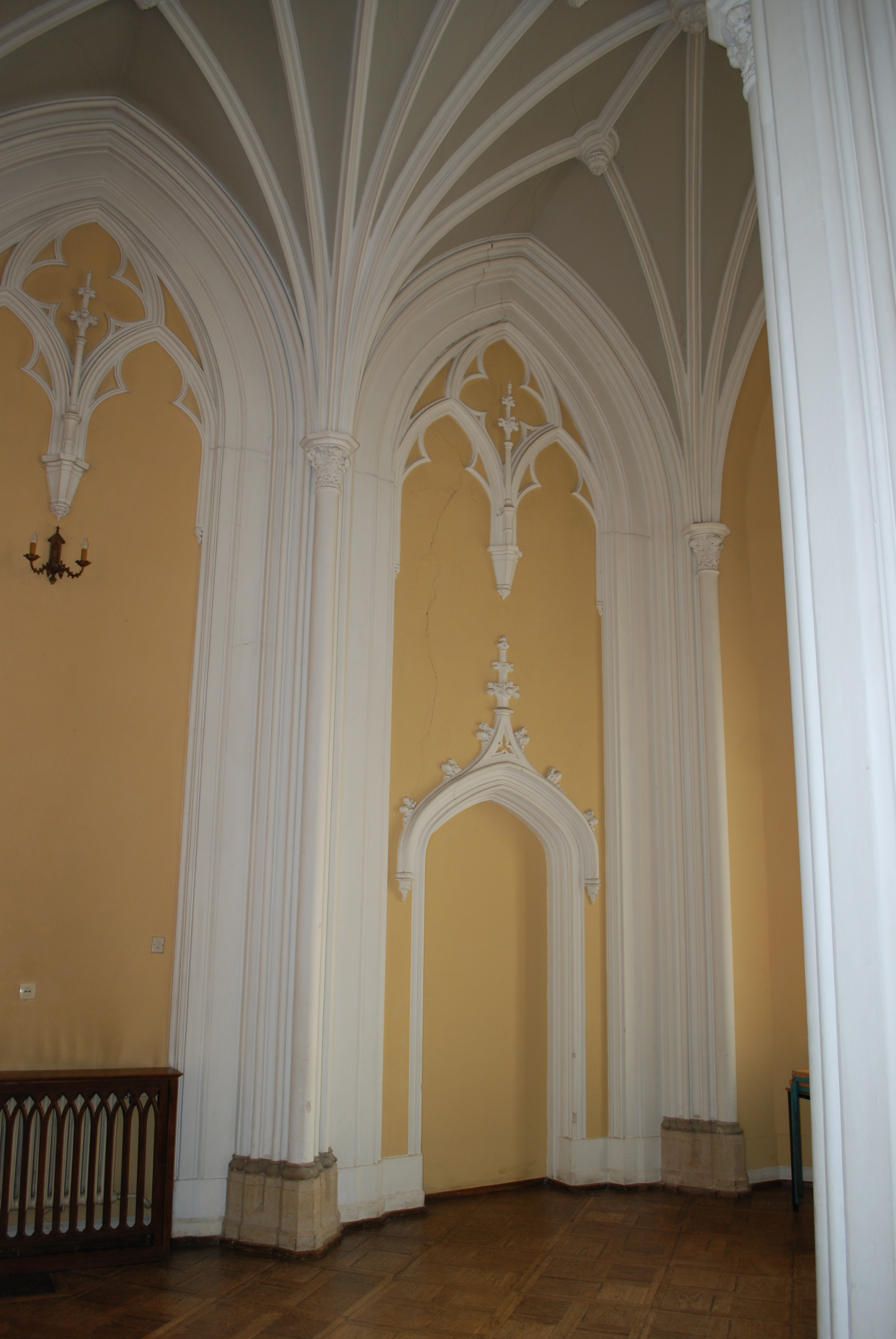
Fragment ścian
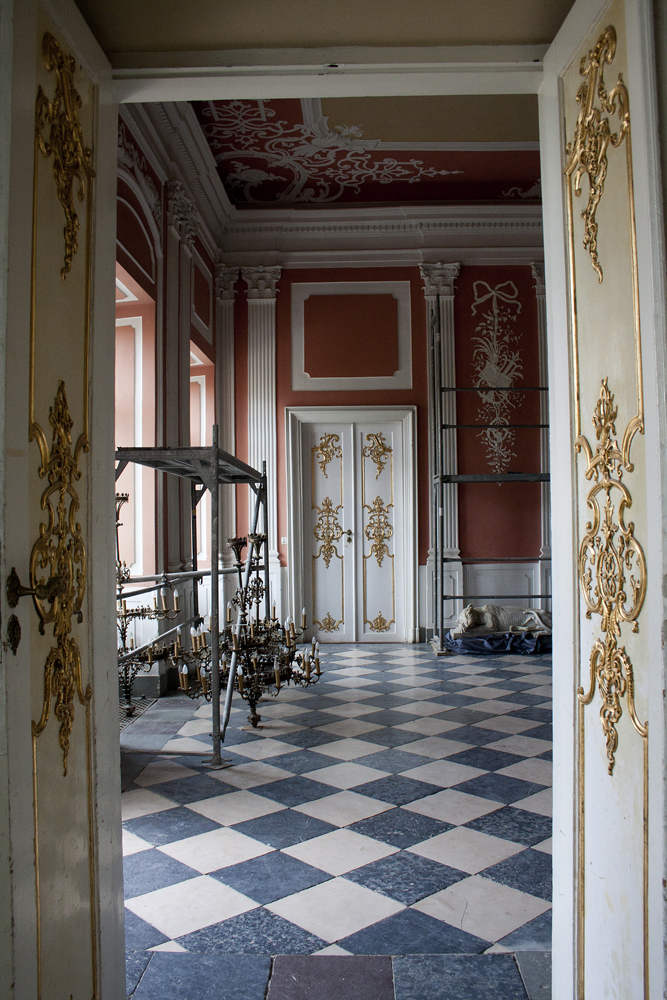
Wnętrze komnaty
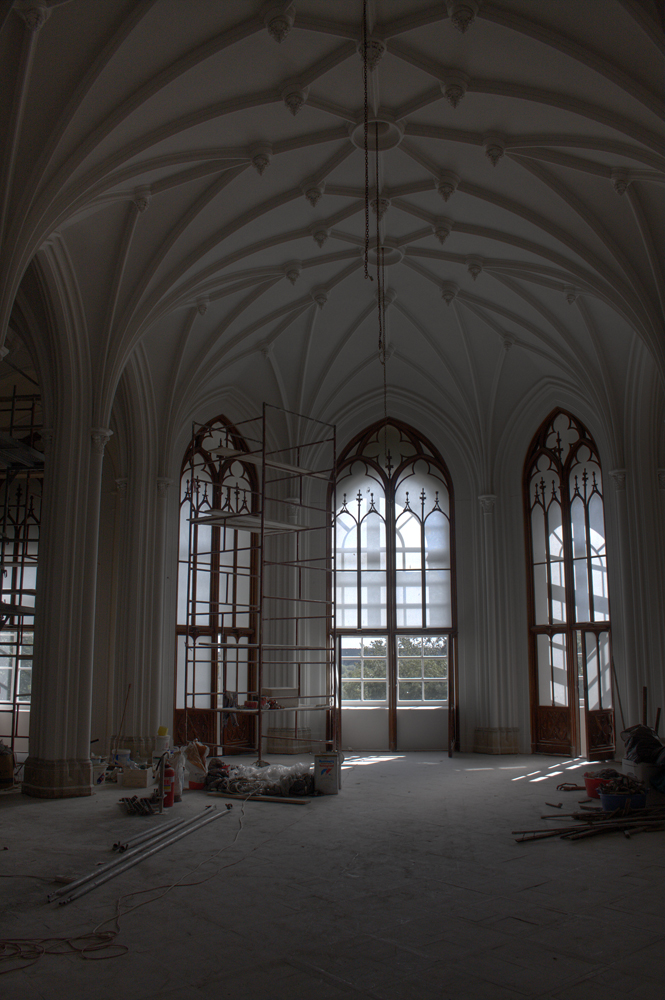
Wnętrze komnaty gotyckiej

Kolejnymi użytkownikami zespołu pałacowo-parkowego byli: Instytut Wychowania Panien do 1862, Instytut Politechniczny i Rolniczo-Leśny w latach 1862-63 (formalnie do 1869), Instytut Gospodarstwa Wiejskiego i Leśnictwa do 1914, Państwowy Instytut Naukowy Gospodarstwa Wiejskiego do 1950, a obecnie Instytut Uprawy, Nawożenia i Gleboznawstwa–Państwowy Instytut Badawczy. Kolejni użytkownicy posadzili nowe drzewa, w tym wiele okazów egzotycznych, jak katalpa, tulipanowiec czy kasztan jadalny. Czasy Czartoryskich pamiętają stare dęby i niektóre lipy. W parku dominują lipa, klon, grab, topola, dąb i kasztanowiec. Rosną tu buki i modrzewie. Mimo dużych ubytków w drzewostanie park nadal należy do najładniejszych w Polsce, a cały zespół pałacowo-parkowy jest wpisany do rejestru zabytków.

## Tablice pamiątkowe

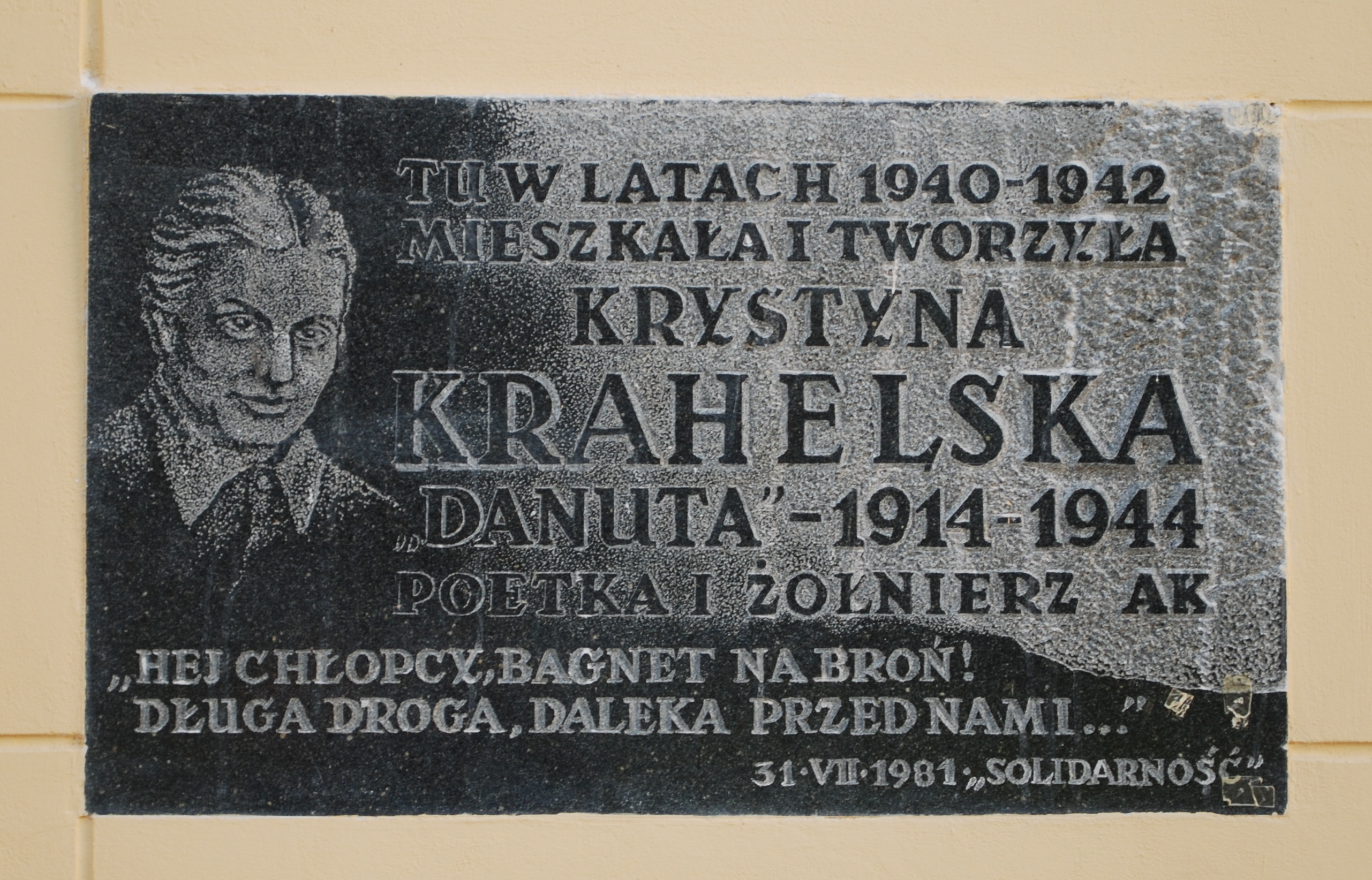
Tablica ku czci Krystyny Krahelskiej

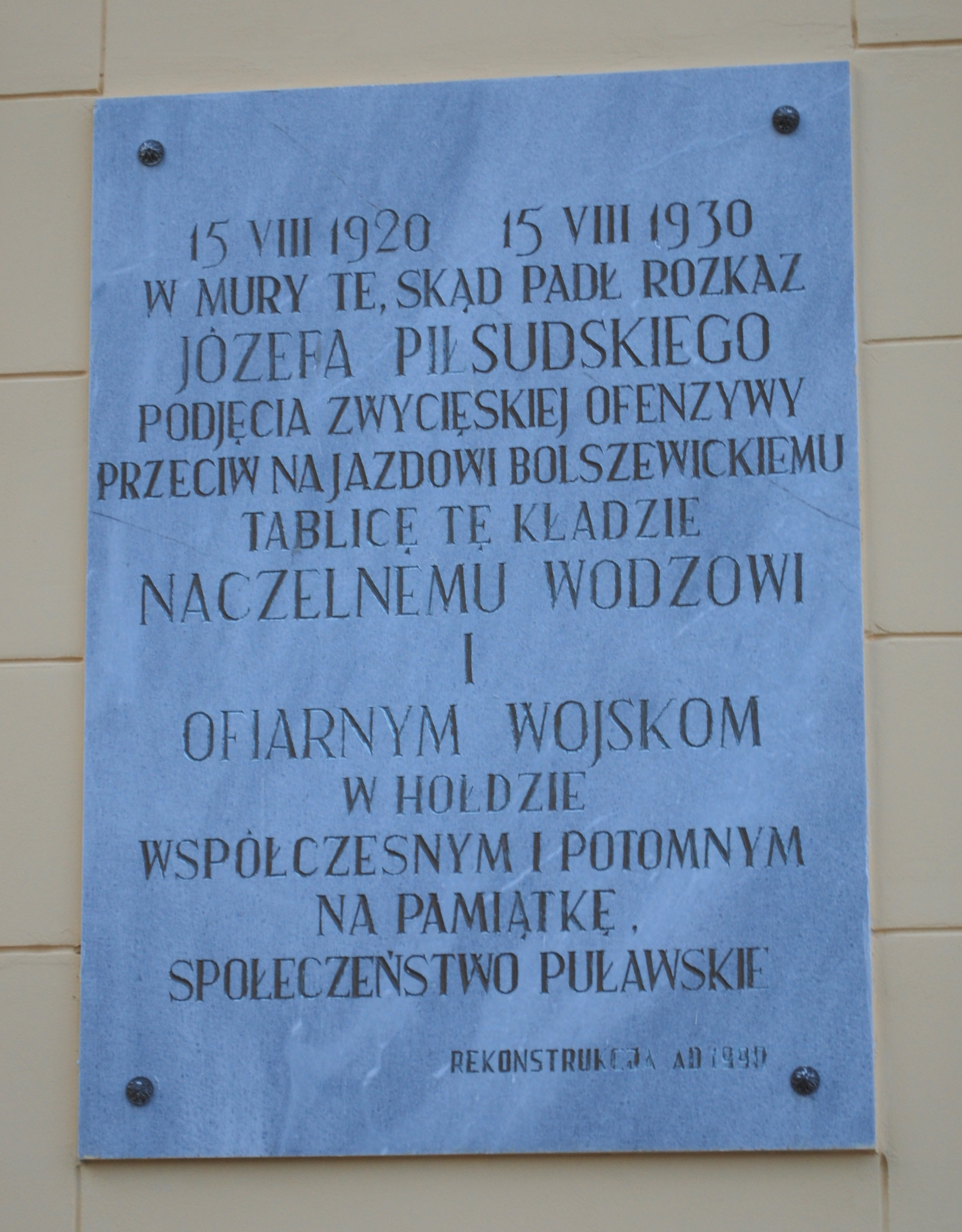
Tablica poświęcona pobytowi Józefa Piłsudskiego

Obecnie na ścianach pałacu znajdują się liczne tablice pamiątkowe poświęcone zasłużonym postaciom z historii Polski, których los związał się w jakiś sposób z pałacem w Puławach. W elewacji prawego skrzydła pałacu znajduje się kamienna tablica poświęcona pamięci Krystyny Krahelskiej, która w latach 1940–1942 pracowała jako laborantka w zakładzie mikrobiologii rolniczej puławskiego instytutu.
Na lewym skrzydle pałacu, w okolicach przejścia do tzw. małego parku, znajduje się tablica kamienna upamiętniającą pobyt w Puławach w dniach 12–15 sierpnia 1920 Józefa Piłsudskiego. Marszałek wraz z grupą oficerów w dniach poprzedzających bitwę warszawską, w sali kolumnowej biblioteki opracowywał ostatnie plany ofensywy przeciwko armii sowieckiej. Pamiątką tego czasu jest zachowany nadal w sali kolumnowej, sześciokątny, wsparty na jednej nodze, okazały stół, przy którym pracował sztab Piłsudskiego. Dzisiejsza tablica jest jednak tylko wierną kopią oryginału, który nie został odnaleziony po tym, jak prawdopodobnie w 1942 roku został zdjęty na polecenie gubernatora generalnego Hansa Franka podczas wizytacji Instytutu. W podcieniach portyku znajduje się m.in. najstarsza z tablic pamiątkowych ku czci Tadeusza Kościuszki, wychowanka Szkoły Rycerskiej, która pozostawała pod komendą Adama Kazimierza Czartoryskiego.
Także w podcieniach portyku znajdują się tablice poświęcone pracownikom Instytutu zamordowanym podczas II wojny światowej oraz studentom-powstańcom z 1863.
Wiele tablic znajduje się w ścianie lewego skrzydła pałacu. Ściana ta nazywana bywa ścianą naukowców, bowiem wkomponowane są tu tablice upamiętniające wybitnych naukowców pracujących w Puławach. Znajduje się tu również tablica poświęcona nadwornemu poecie puławskiemu z czasów Czartoryskich – Franciszkowi Dionizemu Kniaźninowi.